# 登頓 (北卡羅萊納州)
登頓（英語：Denton）是一個位於美國北卡羅萊納州戴維森縣的城鎮。

## 人口
根據2020年美國人口普查的數據，登頓的面積為5.46平方千米，當中陸地面積為5.45平方千米，而水域面積為0.01平方千米。當地共有人口1494人，而人口密度為每平方千米274人。